# Aviatik D.VII
El Aviatik D.VII fue un prototipo de caza biplano monoplaza alemán de la Primera Guerra Mundial, diseñado por Aviatik.

## Diseño y desarrollo
Construido para participar en el Tercer Concurso del Modelo D de octubre de 1918, este modelo fue el último caza de la firma, y no llegó a entrar en servicio. El único gran cambio real respecto al D.VI fue un completamente nuevo diseño de las superficies de cola horizontales y vertical.
Como su predecesor, estaba propulsado por un motor Benz Bz.IIIbm de ocho cilindros en V con caja reductora, moviendo una hélice cuatripala. El armamento comprendía la habitual pareja de ametralladoras sincronizadas de 7,92 mm, y solo fue completado un prototipo. Estaba equipado con un radiador frontal, y sus dimensiones eran ligeramente mayores que las de un D.III.

## Especificaciones
Referencia datos: Boucher

### Características generales
- Tripulación: Uno (piloto)
- Longitud: 6,10 m
- Envergadura: 9,66 m
- Altura: 2,5 m
- Peso vacío: 745 kg
- Peso cargado: 945 kg
- Planta motriz: 1× motor lineal V-8 con caja reductora refrigerado por líquido Benz Bz.IIIbm.
  - Potencia: 149 kW (200 hp)

### Rendimiento
- Velocidad nunca excedida (Vne): 192 km/h
- Velocidad crucero (Vc): 165 km/h
- Régimen de ascenso: 4,1 m/s (800 pies/min)

### Armamento
- Ametralladoras: 

  - 2x LMG 08/15 de 7,92 mm fijas de tiro frontal